# Sailor Moon (personagem)
Usagi Tsukino (月野 うさぎ, Tsukino Usagi), mais conhecida como Sailor Moon ou Navegante da Lua, é a personagem principal do anime e mangá Sailor Moon. É chamada de Serena Tsukino no Brasil e Bunny Tsukino em Portugal. Devido a difusão da série ao redor do mundo, bem como a seu penteado bastante semelhante a "espaguete e almôndega" (odango - bolinhos de massa de arroz - , no original japonês), que a torna facilmente identificável, ela é um dos personagens de anime mais conhecidos. Ela é o único personagem a aparecer em todos os duzentos episódios da série Sailor Moon.
Com o lançamento do mangá no Brasil, seguido da estreia de Sailor Moon Crystal ela passa a ser chamada mundialmente de Usagi Tsukino.

## História e personalidade
Usagi Tsukino (Serena Tsukino no Brasil e Bunny Tsukino em Portugal) é uma estudante normal de quatorze anos, que gosta muito de animais de pelúcia, de comer doces, jogar videogame, ler mangás e que não gosta nada de estudar. É uma péssima aluna, mas isso deve-se mais à sua personalidade ingénua e preguiçosa do que a falta de inteligência. Pode não parecer, mas a Usagi é muito esperta. É muito infantil e ingênua, dorminhoca, comilona, choramingas, mimada e preguiçosa, mas confia sempre nos outros, a sua bondade é inigualável, gosta muito de estar com os seus amigos e de os ajudar, principalmente em assuntos do coração. Também se apaixona muito facilmente. É muito divertida quando está feliz e até mesmo quando está triste, pois ela não tem talento para quase nada e vive a tentar fazer as coisas bem, mas nunca consegue. Está sempre atrasada, é muito atrapalhada, anda sempre a cair e a esbarrar em todos. É bastante choramingas e o seu grande sonho é casar-se com um homem maravilhoso e que a ame muito. Ela mora numa casa no subúrbio de Azabu Juuban em Tóquio, com a sua mãe, Ikuko Tsukino, o seu pai, Kenji Tsukino e o seu irmão mais novo Shingo Tsukino (Chico em Portugal e Sammy no Brasil). Ela e Minako Aino parecem ser as únicas personagens principais a ter uma família convencional.
A personalidade de Usagi torna-a a mais engraçada de todos os personagens de Sailor Moon, o que dá um toque especial tanto ao mangá, quanto ao anime. Principalmente quando ela conhece um rapaz chamado Mamoru Chiba que simplesmente adora implicar com ela, só para a ver nervosa. Eles discutem sempre que se encontram, e ele nunca perde a oportunidade de implicar com ela, assim como ela nunca deixa de se irritar com ele, principalmente porque ele a critica. Como Usagi é muito ingénua, com o desenrolar da história ela nunca muda de atitude em relação a ele, mas Mamoru demonstra várias vezes que, apesar de gostar de a deixar nervosa, ele gosta muito dela, mas claro que não o demnostra inicialmente a Usagi. Mas na verdade, a Usagi também gosta de Mamoru e como é muito distraída, não percebe que ele gosta dela. Ela fica com ciumes dele quando mamoru começa a namorar com Rei no anime, e ela fica muito nervosa quando ele a critica, principalmente no inicio de Sailor Moon R, quando ele não recorda os acontecimentos passados. 
No mangá e no anime, Usagi tem o mesmo apelido que foi dado a ela por Mamoru: "Odango". Odango é uma espécie de bolinho de arroz japonês, e foi baseado no seu característico estilo de penteado. No principio, era acompanhado pelo sufixo "-atama" que significa "cabeça", mas ele depressa deixou de ser usado. Usagi odeia esse nome no início, mas com o passar do tempo ela passa a adotá-lo como um sinal de afeto. Principalmente porque Haruka e logo a seguir Seiya usavam o mesmo apelido para se dirigir a ela. No Brasil, Mamoru chamava-lhe "cabecinha de vento", enquanto que Haruka lhe chamava "cabeça de lua cheia" ou "cara de lua cheia" e Seiya chamava-lhe "bombom" ou "cabeça de bombom", na falta de um nome que se adequasse a "Odango". Em Portugal, Mamoru chama a Usagi "cabeça de serradura", Haruka chama-lhe "cara de lua", eSeiya chama-lhe "pudinzinho".

## A Lenda do Coelho da Lua
O nome "Tsukino Usagi" significa Coelho da Lua. O nome é um trocadilho com a frase "o coelho da Lua" (月の兎 tsuki no usagi), que se refere a uma lenda japonesa sobre um coelho que vivia na Lua. Provavelmente, a autora inspirou-se nesta lenda para criar a personagem, ja que o seu penteado lembra umas orelhas grandes de coelho caídas, e a figura de um coelho é sempre relacionada a Usagi, quer seja em roupas ou mesmo num dos encerramentos dos episódios.
Uma das muitas versões da lenda conta que, há muitos e muitos anos, uma deusa habitava na Terra e sem medir consequências, desobedeceu às leis e como castigo por isso, ela foi transformada num coelho e enviada a Lua, para que vivesse lá. E na Lua havia um palácio onde morava uma deusa, que adotou esse coelhinho como animal de estimação. O pequeno coelho era-lhe muito útil, já que possuía poderes mágicos e utilizava-os para alertar os moradores do Palácio sobre invasões e outras coisas. Com um olhar tristonho, o pequeno coelhinho olhava para Terra todas as noites, na esperança de receber o perdão e poder regressar ao seu adorado lar. Por isso, muitas pessoas dizem que nas noites de Lua Cheia, as crianças conseguem ver o rosto de um coelho a sorrir na Lua. É uma lenda tipicamente infantil, contada para as crianças japonesas. Em Portugal e na maior parte dos países europeus, o seu nome é Bunny, palavra inglesa que significa "Pequeno Coelho".

## A Princesa da Lua
No decorrer da primeira temporada de Sailor Moon, descobre-se que Usagi é a reencarnação da Princesa do Reino da Lua. Quando Luna lhe dá o poder de se transformar em Sailor Moon, e Usagi encontra as outras Guerreiras, Luna diz-lhes que têm como missão, encontrar o Cristal Prateado e procurar a misteriosa Princesa da Lua. No episódio 34, Usagi descobre ser ela propria a princesa que as Guerreiras e o Tuxedo Mask (Mascarado em Portugal) procuravam, a Princesa da Lua (Princesa Moon no Brasil). Após o Negaverso (Reino das Trevas em Portugal) juntar os Cristais Arco-Íris, Ziocite arma uma emboscada para matar a Sailor Moon. Porém Tuxedo Mask, que ja havia revelado a sua identidade como Mamoru Chiba, sacrifica-se para a salvar. As lágrimas de Usagi atraem os Cristais Arco-Íris, que formam o Cristal de Prata (Cristal Prateado em Portugal). Usagi então desperta como a Princesa Serenity (Princesa Serenidade em Portugal), e todas as suas memórias do passado regressam.
Ártemis revela então às Guerreiras a história do seu passado. Há milénios existia na Lua um grande e poderoso reino, chamado Milênio de Prata (Milénio Prateado em Portugal). Ali todos viviam em paz e felizes, governados por uma bondosa rainha, a Rainha Serenity (Rainha Serenidade em Portugal), e tinham como herdeira do trono a sua filha, a Princesa Serenity (Princesa Serenidade em Portugal). Eles eram um povo pacífico e a missão sua missão era proteger o planeta Terra e o seu povo,que tanto admiravam. Com o tempo, a princesa acabou por se apaixonar pelo príncipe herdeiro do Reino da Terra, o Principe Endymion. Mas a Terra estava sendo controlada por forças malígnas, e que se voltaram com ganância para o Reino da Lua e para o Lendário Cristal Prateado, em busca de poder infinito. No comando de um exercito poderoso e maligno,a Rainha Beryl com a ajuda da Negaforça (Rainha Metália em Portugal), apodera-se do reino da Terra. E pouco antes do reino da Lua ser atacado, Endymion tenta alertar a Princesa. Beryl surpreende os dois e ataca-os, acabando por os matar aos dois. A Rainha Serenity, de coração destroçado, usa o poder do Lendário Cristal Prateado e sacrifica a própria vida colocar as forças do mal em animaçção suspensa e para dar uma nova oportunidade de vida à sua filha e àqueles que morreram injustamente na batalha conta o mal. Apenas Luna e Artemis sabiam de toda a história, mas como Luna tem uma relação mais forte com a Princesa, ela perdeu a memória junto com Usagi e só a recuperou quando Usagi se lembrou que é a princesa (Na versão Sailor Moon Crystal, Luna descobre tudo apenas quando Ártemis lhe conta. A sua memória foi bloqueada pela própria Rainha Serenity). Renascidos na Terra, as Guerreiras e Tuxedo Mask passam a lutar contra a mesma força que os destruiu no passado e muitos outros inimigos que aparecem para tentar conquistar a Terra.

## Tóquio de Cristal (Brasil)/Cristal Tóquio (Portugal)
No episódio 83, Usagi enquanto Sailor Moon, viaja para o futuro e descobre que ela será a Neo Queen Serenity (No Brasil, Nova Rainha Serena e em Portugal Neo-Rainha Serenidade), numa cidade denominada Cristal Tokyo(Toquio de Cristal no Brasil, Cristal Tóquio em Portugal), onde o Milénio Prateado é reerguido e governa todo o Sistema Solar. 
No futuro, a Terra foi congelada num evento misterioso, e mergulhou num sono profundo, onde todos os seres adormeceram. E o sono durou muitos séculos, porém Usagi acorda no Século XXX, e com a ajuda do Cristal de Prata, desperta a Terra e o seu povo do sono eterno. Tendo ela sido a salvadora da Terra, ela é coroada como a grande rainha do Planeta, levando-o a uma era de paz, prosperidade e longevidade de vida. Ela criou a cidade de Tóquio de Cristal, e torna-a capital do seu Reino e do Sistema Solar. Constroi também um enorme palácio para ser a sua morada e da sua família e amigos: O Palácio de Cristal. Ali, Usagi converte-se na doce Neo-Rainha Serenity e casou-se com o grande amor de sua vida, Mamoru, que sobe ao trono como Rei Endymion. E ambos tem uma filha, que apelidam como Small Lady, mais conhecida como Chibiusa. A fase R de Sailor Moon é toda baseada na ida de Chibiusa ao passado em busca do Cristal de Prata. E no futuro, Sailor Moon descobre que ela é sua futura filha com Tuxedo Mask. Para proteger a Terra dos ataques de Black Moon (Família da Lua Negra em Portugal), a Neo Queen Serenity entra num sono profundo causado pelos poderes das quatro Sailors no futuro: Sailor Mercury, Sailor Mars, Sailor Júpiter e Sailor Vênus. Como o Cristal de Prata havia se perdido e a Neo Queen Serenity é a única que pode usá-lo ela resolveu proteger-se contra a ameaça do Cristal Negro, que poderia derrotá-la antes que ela pudesse encontrar o Cristal de Prata e salvar o mundo. Ela só é despertada por Sailor Moon no fim da saga Sailor Moon R e assim traz de volta a paz da Terra do Futuro.

## O Enviado do Bem
Em Sailor Moon S, estava em jogo um objeto sagrado que tinha poder para salvar e/ou destruir o mundo, dependendo de quem o possuísse: O Seihai (no Brasil, a Taça Lunar, em Portugal, o Santo Graal). Havia dois messias que poderiam usar o poder da Taça Lunar, um do lado do bem e outro do lado do mal. Portanto, o Enviado do Mal  traria o temido Silêncio para o planeta e em contrapartida a ele um Enviado do Bem acabaria com as forças malígnas e traria a salvação ao mundo. O Enviado do Mal já estava preparando sua chegada desde o início, que era a Dama 9 (Directora 9 em Portugal), descoberta no episódio 123. Sailor Moon consegue a Taça Lunar, mas não é forte o suficiente para controlar seus poderes por completo. Por causa disso, as Outer Senshi, Sailor Neptune e Sailor Urano, acreditam que Sailor Moon não é o Enviado do Bem, ja que ele deveria ter poderes inigualáveis. Porém fica provado no episódio 125 que Sailor Moon é sim o Enviado do Bem: quando Hotaru se revela Sailor Saturn e se sacrifica para salvar o mundo do Silêncio, Sailor Moon consegue usar seu coração puro para trazê-la de volta a vida e destruir o mal. Ela conseguiu ter um coração mais puro do que a Taça Lunar e no fim não precisou dela para derrotar o último inimigo.

## Mamoru Chiba.
Mamoru Chiba é Endymion, o príncipe da Terra o qual Usagi, como Princesa Serenity, se apaixonou há séculos no antigo Milênio de Prata. No principio da série ambos viviam brigando e discutindo, ele sempre criticava Usagi com o intuito de irritá-la e ela sempre ficava muito brava com ele. Mas os dois descobriram que se amavam há muito tempo e que apesar de todas as brigas ambos haviam se apaixonado um pelo outro mais uma vez. Mamoru adorava perturbar Usagi porque gostava muito dela e ela não gostava das críticas dele porque no fundo gostava dele. E os dois ja se amavam como Sailor Moon e Tuxedo Mask, apesar de não conhecerem as identidades verdadeiras de ambos. Tuxedo Mask sempre teve um sentimento protetor com Sailor Moon e ela sempre ficou encantada com seu charme. O relacionamento conturbado do casal começa no episódio 34, quando descobrem sobre o seu passado. A Rainha Beryl transforma Mamoru no General Endymion com a ajuda da Mettalia (Mega-energia), mas ele é salvo pelo amor de Sailor Moon.
No principio da Fase R ele não sabe quem é ela ou sobre tudo o que passaram, mas ainda assim é visivel que nutre sentimentos por ela. Quando a força do amor de Usagi devolve a ele a memória e os dois começam a ter uma vida juntos, ambos enfrentam mais um obstáculo: Mamoru começa a ter pesadelos sobre a morte de Usagi e uma voz lhe diz no sonho que se ele continuasse com ela algo terrível aconteceria a ela. Para proteger sua amada, Mamoru resolve dar um fim ao relacionamento sem nenhuma explicação e passa a sofrer muito, pois tem de rejeitar Usagi mesmo querendo estar com ela. Posteriormente o casal descobre que tudo isso foi apenas um teste, uma prova que eles deveriam enfrentar para fortalecer seu amor. O Rei Endymion, da cidade do futuro Tóquio de Cristal, mandava a Mamoru os pesadelos e explicou que eles deveriam ter confiança um no outro pois iriam enfrentar muitos obstáculos pela frente.
Na fase S o relacionamento dos dois foi tranquilo e bonito, o amor de Usagi por ele faz nascer um novo poder e os dois não tem muitos problemas. Ja na fase Super S a vida de Mamoru é ameaçada pelas forças do Dead Moon Circus. Se a Terra perecesse ele morreria. Ao final, quanto mais a Terra sofria com a magia negra de Neherenia mais ele sofria fisicamente. Pegasus explica que ele esta ligado ao planeta e por isso sofria tanto. Mas o amor de Usagi e a coragem de Chibiusa salvaram a Terra e sua vida.
A pior fase de todas para o casal foi a Sailor Stars. Com a volta de Neherenia e o seu desejo de se vingar da princesa, ela amaldiçoou Mamoru e o tomou para si, ele estava completamente fora de si e sob os poderes da Rainha das Trevas. Esse fato prejudicou o futuro e Chibiusa ficou prestes a desaparecer do mundo. Neherenia torturou Usagi de todas as maneiras, mas no fim o grande amor dos dois fez com que a maldição dela fosse revertida e Mamoru pudesse acordar. Porém, após tudo isso, Mamoru decide ir fazer faculdade no exterior, mais uma vez se separaria de Usagi. Eles se despediram e ele Lhe deu um belíssimo anel para selar o compromisso deles e Usagi prometeu esperar por ele. Só que infelizmente ele não respondia nem aos telefonemas, nem as cartas de Usagi e sendo assim ela pensou que ele poderia não estar mais interessado nela. Usagi passou muito tempo sofrendo pela ausência de Mamoru e pela solidão. Quando ela descobre que Sailor Galáxia se apoderou da Semente Estelar dele, ou seja, que ele tinha morrido, ela fica transtornada. No principio não sabe o que fazer, mas depois ela enfrenta as forças do mal e consegue trazer seu grande amor devolta.
Mamoru costumava chamar Usagi carinhosamente de "Usako", algo como pequena Usagi ou menina Usagi, ja que o sufixo-ko significa "criança". O amor do casal ultrapassou as eras e na vida real as gerações, pois é apreciado até os dias de hoje.

## Sailor Moon
Usagi Tsukino é Sailor Moon, a guerreira da Lua. Toda a história começa quando certo dia, no caminho para o colégio, Usagi encontra uma gata sendo maltratada por um grupo de garotos. Ela ajuda a gatinha e retira um curativo que está em sua testa, em seguida corre para o colégio por estar atrasada. À noite, a gata vai até a casa de Usagi e diz se chamar Lua, Usagi fica espantada pelo fato da gata falar. Lua lhe dá um broche mágico (prisma lunar) e diz que ela é uma guerreira que foi incumbida de proteger o mundo das forças do mal, até o momento desconhecidas. Além disso ela deve procurar uma misteriosa princesa que, até o presente momento, não se sabia quem era ou como era. E Sailor Moon conta com a ajuda de outras guerreiras que protegem o planeta e que vai encontrando aos poucos no decorrer do tempo: Sailor Mercury, Sailor Mars, Sailor Júpiter e Sailor Vênus.
Sailor Moon é a guerreira que "luta pelo amor e pela justiça". Seus poderes são muito diferentes das outras Sailors, que estão ligados aos seus planetas. Normalmente, Sailor Moon utiliza báculos para enfrentar as forças do mal e diferente das outras ela utiliza broches de transformação ao invés de canetas. A menina Usagi sempre anda com o broche no uniforme do colégio, roupa que mais usa, e o leva sempre consigo, e o objetivo dela é não contar o seu segredo. Seus poderes tem muito mais a ver consigo que com a Lua ou outra fonte. A principio, elas seguem a regra das Senshi, seus poderes são basicamente semelhantes a Lua, brilhantes e a maioria deles vêm do Cristal de Prata que a partir da fase R é acoplado ao seu broche. Entretanto com as novas fases os poderes vão se diferenciando, ela recebe ajuda de sua mãe no Milênio de Prata, a Rainha Serenity, cria novos poderes devido ao seu amor por Mamoru, utiliza-se da Taça Lunar para aprimorar seus poderes, recebe a ajuda de Pégasus e descobre que pode elevar seu poder ao máximo com a ajuda de todas as Sailors. Os ataques de Sailor Moon são todos em torno da lua, do amor ou da luz e a maioria deles servem mais para curar do que atacar realmente.
Sailor Moon é a grande Heroína de todas as fases do Mangá e Anime. Ela não possui força física, não é estrategista, nem tem os melhores poderes de ataque. Sailor Moon sempre luta com o coração, o que faz sua batalha ser sempre verdadeira. Ela consegue sempre pensar em um meio de defender o planeta que ama, as pessoas que ama, os amigos que ama, o rapaz que ama, mesmo que para isso ela precise se sacrificar. Acredita sempre na bondade e no que há de bom nas outras pessoas e por isso prefere não atacar antes de saber quem é o verdadeiro inimigo. Dessa forma ela tem muitos conflitos com as impacientes Rei e Makoto e com as exigentes Michiru e principalmente Haruka. As duas ultimas não acreditam em ninguém, a principio nem mesmo em Sailor Moon e isso faz com que a recriminem o tempo todo. Usagi pode ser bobinha e imatura, muito boa e crente nos outros, mas quando se transforma em Sailor Moon ela luta e não desiste. Claro que muitas vezes ela caiu de joelhos perante um inimigo, por sofrer tanto pelos que ama, mas essas mesmas pessoas que ama é que lhe dão força para vencer os inimigos. Ela venceu a Rainha Beryl, Lutou contra Black Moon e o Grande Mago, conquistou a Taça Lunar e derrotou os Death Busters, colocou sua vida a prova para salvar Hotaru em nome de Chibiusa, subjugou a rainha do Dead Moon Circus a Neherênia, depois a salvou da escuridão (apenas no anime), mostrou as Sailors Star Lights o valor da amizade e, por fim, purificou a alma de Sailor Galáxia do caos que ela havia cerrado dentro de si mesma. Enfim, Sailor Moon é quem salva o mundo e todos o que vivem nele sempre, com a força da sua bondade e do seu amor pelos outros.
Sailor Moon é conhecida pelos jargões engraçados. Antes de atacar um vilão ela lhe da uma lição de moral, normalmente sem sentido e sempre termina com a mesma frase. Sua frase no Brasil, na série Classic é: "Sou uma guerreira, que luta pelo amor e pela justiça, sou Sailor Moon! E vou punir você em nome da Lua!" e em Portugal a sua frase é: "Sou uma bela guerreira, do amor e da justiça, sou a Navegante da Lua! E em nome da Lua, vou castigar-te!".

## Usagi e a Lua
Sailor Moon é a Guerreira da Lua. Usagi é a reencarnação da Princesa da Lua, Selenity (Serenity, no Brasil, Serenidade em Portugal). Selene, na mitologia Grega, era a deusa da Lua, irmã de Hélios, o deus do Sol. O principal mito que envolve a deusa Selene é a sua história de amor com o pastor de ovelhas Endymion. A deusa da Lua sempre observava a Terra e um dia, ao ver o belo pastor Endymion, se apaixonou. O amor dos dois foi lindo e eles tiveram mais de 50 filhos! Porém, Endymion era mortal e da mesma forma que ele envelhecia, um dia teria de morrer. A deusa não suportaria ver o seu amado envelhecer aos poucos para finalmente morrer e não conseguia carregar este pensamento. Ela então pediu a Zeus que tornasse Endymion eternamente jovem, e dessa maneira imortal. Zeus realizou o pedido, mas, sob a condição de que Endymion dormiria para sempre, assim ele seria sempre jovem e nunca morreria. Conta a lenda que Selene ia visitá-lo em seu leito todas as noites para lhe dar um beijo.
O nome da Rainha do Milênio de Prata na Lua é Serenity, assim como o da princesa Serenity. Na verdade este nome foi inspirado na deusa Selene ou talvez Serenity tenha sido inspirado no Mar da Serenidade na Lua (Mar Serenitatis), no japão ambos são pronunciados como "Selenity". Da mesma forma, o nome Serena, nos Estados Unidos e Brasil, é provavelmente inspirado em Selene.

## Live Action e Sera Myu
No Live Action foi interpretada por Miyuu Sawai.
Nos musicais, foi interpretada por Anza Ōyama (1993-1998) Fumina Hara (1998-1999), Miyuki Kanbe de (2000-2001), Marina Kuroki (2001-2005) e Satomi Okubo (2013-2015). Atualmente é interpretada por Hotaru Nomoto.